# شب‌های گناه‌آلود پیترو آرتینو
شب‌های گناه‌آلود پیترو آرتینو (ایتالیایی: Le notti peccaminose di Pietro l'Aretino) فیلمی ایتالیایی به کارگردانی مانلیو اسکارپلی است که در سال ۱۹۷۲ منتشر شد.

## گزیدهٔ بازیگران
- آدریانا آستی
- پی‌یرو ویدا
- لوچانا تورینا
- جاکومو ریتسو
- رناتو پینچیرولی
- لوچیا مودونیو
- جانی موزی
- سالواتوره باکارو
- تیبریو مورجا
- کارلا مانچینی
- اینیاتسیو لئونه
- فرانکا اسکانیه‌تی